# (473023) 2015 HJ60
(473023) 2015 HJ60 es un asteroide perteneciente al cinturón de asteroides, descubierto el 21 de abril de 2004 por el equipo del Spacewatch desde el Observatorio Nacional de Kitt Peak, Arizona, Estados Unidos.

## Designación y nombre
Designado provisionalmente como 2015 HJ60.

## Características orbitales
2015 HJ60 está situado a una distancia media del Sol de 3,077 ua, pudiendo alejarse hasta 3,275 ua y acercarse hasta 2,879 ua. Su excentricidad es 0,064 y la inclinación orbital 11,39 grados. Emplea 1971 días en completar una órbita alrededor del Sol.

## Características físicas
La magnitud absoluta de 2015 HJ60 es 16,1.